# 卡斯泰尔诺沃广场
卡斯泰尔诺沃广场（Piazza Castelnuovo）是意大利西西里大区巴勒莫的广场。它与毗连的鲁格罗·塞蒂莫广场（Piazza Ruggero Settimo）一起，形成一个单一的城市空间，通常称为波黎得亚玛广场（Piazza Politeama），得名于该市的第二大剧院波黎得亚玛剧院（Teatro Politeama），仅次于马西莫剧院。广场位于鲁格罗·塞蒂莫街（Via Ruggero Settimo）、自由大道（Viale della Libertà）和但丁街（Via Dante）之间，靠近巴勒莫的历史中心，是最受欢迎的城市广场之一。
在卡斯泰尔诺沃广场上，有建筑音乐台（Palchetto della Musica，萨尔瓦托雷·瓦伦蒂的作品）、卡洛·科托纳（Carlo Cottone）纪念碑（乔万·巴蒂斯塔·帕拉佐托的作品）、多梅尼科·科斯塔坦蒂诺（Domenico Costantino）纪念碑、雕塑“瑙蒂卡”（Nautica，马里奥·鲁泰利的作品）、雕塑“工作”（Lavoro，贝内代托·卡米内蒂的作品）和雕塑“无家可归者”（Senzatetto，帕斯夸莱·卡梅蒂的作品）。
广场得名于卡斯泰尔诺沃亲王卡洛·科托纳（Carlo Cottone）, 他是《1812年西西里宪法》的倡导者之一。

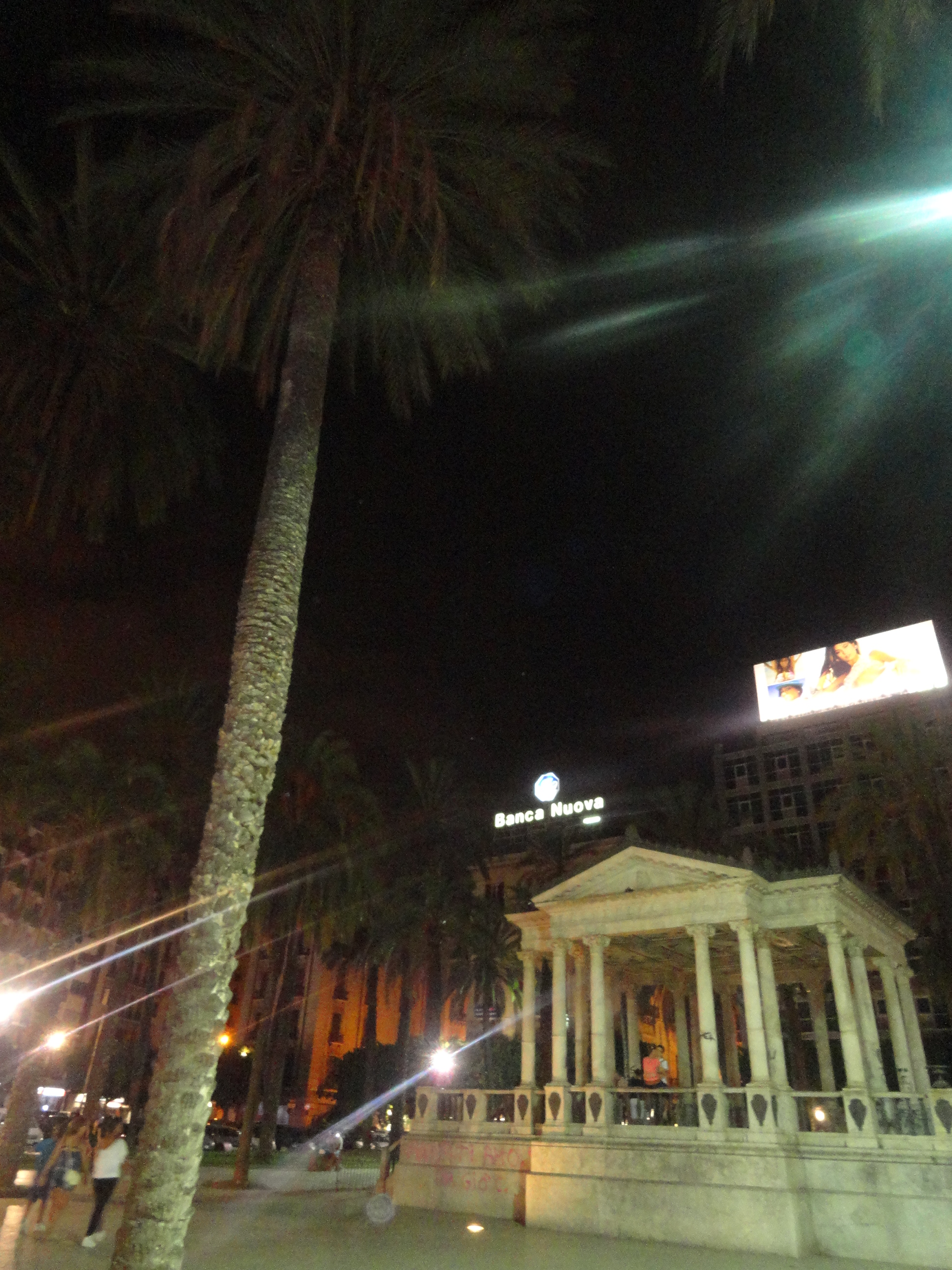
音乐台
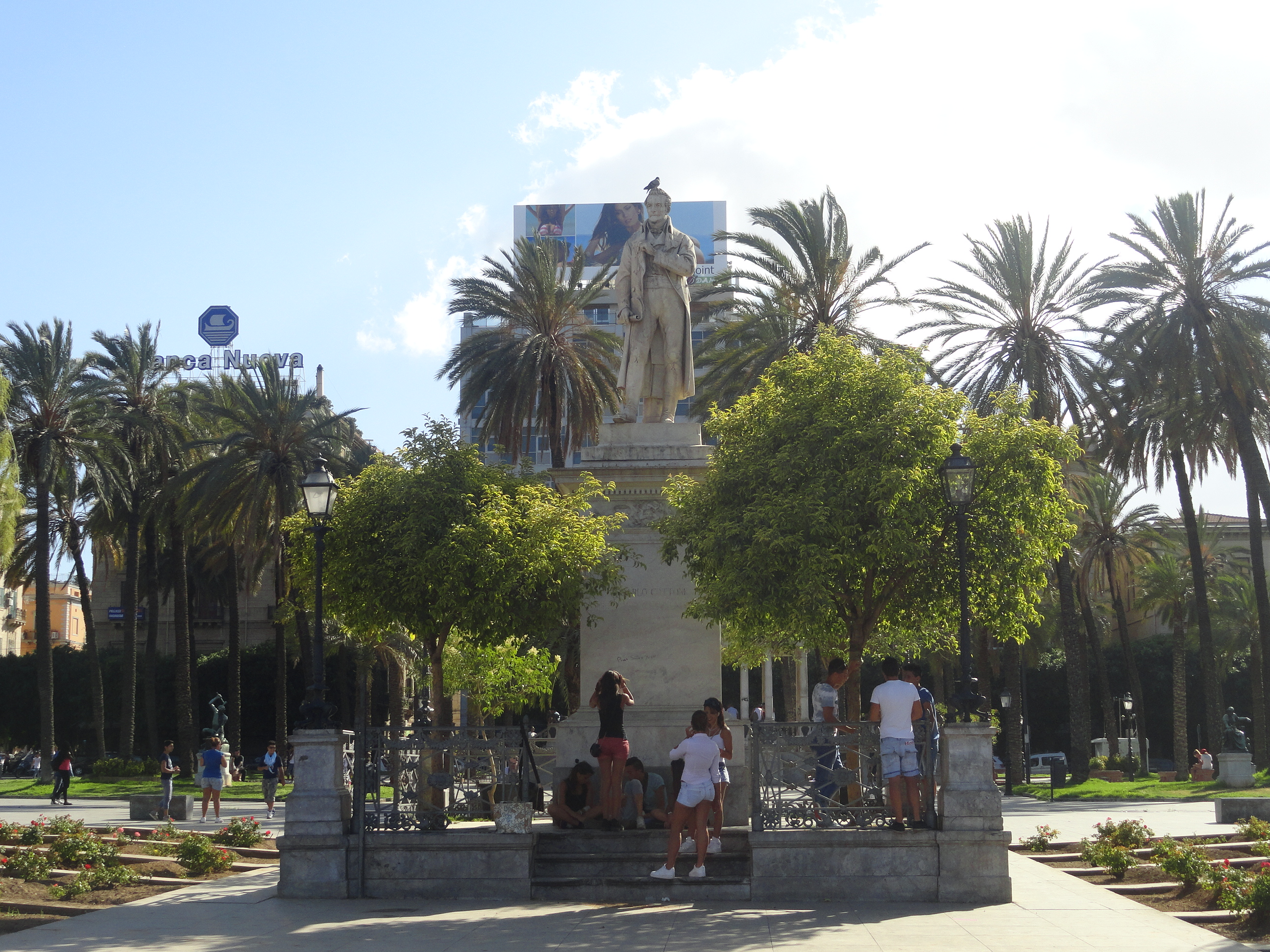
卡洛·科托纳纪念碑
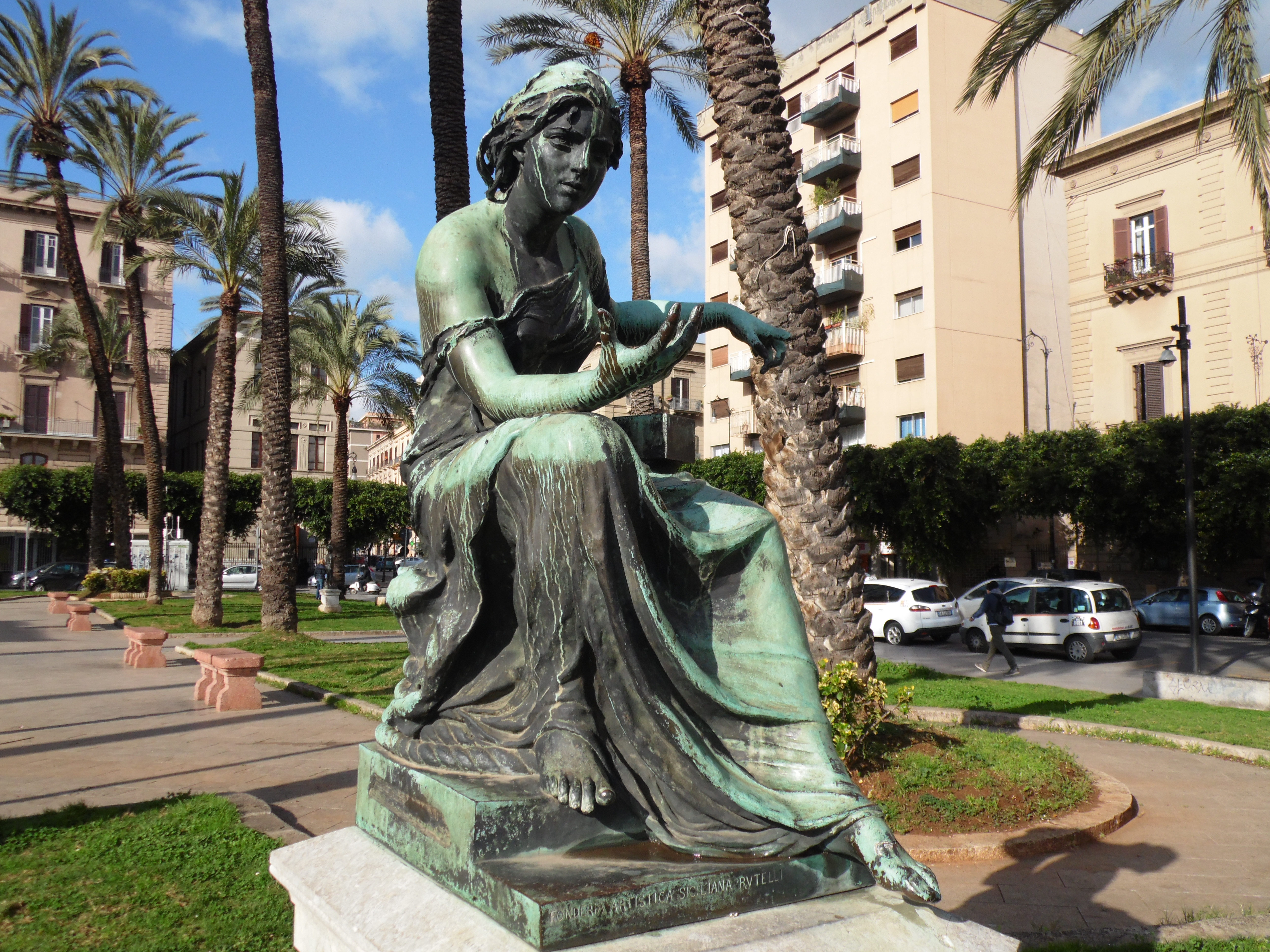
“瑙蒂卡”
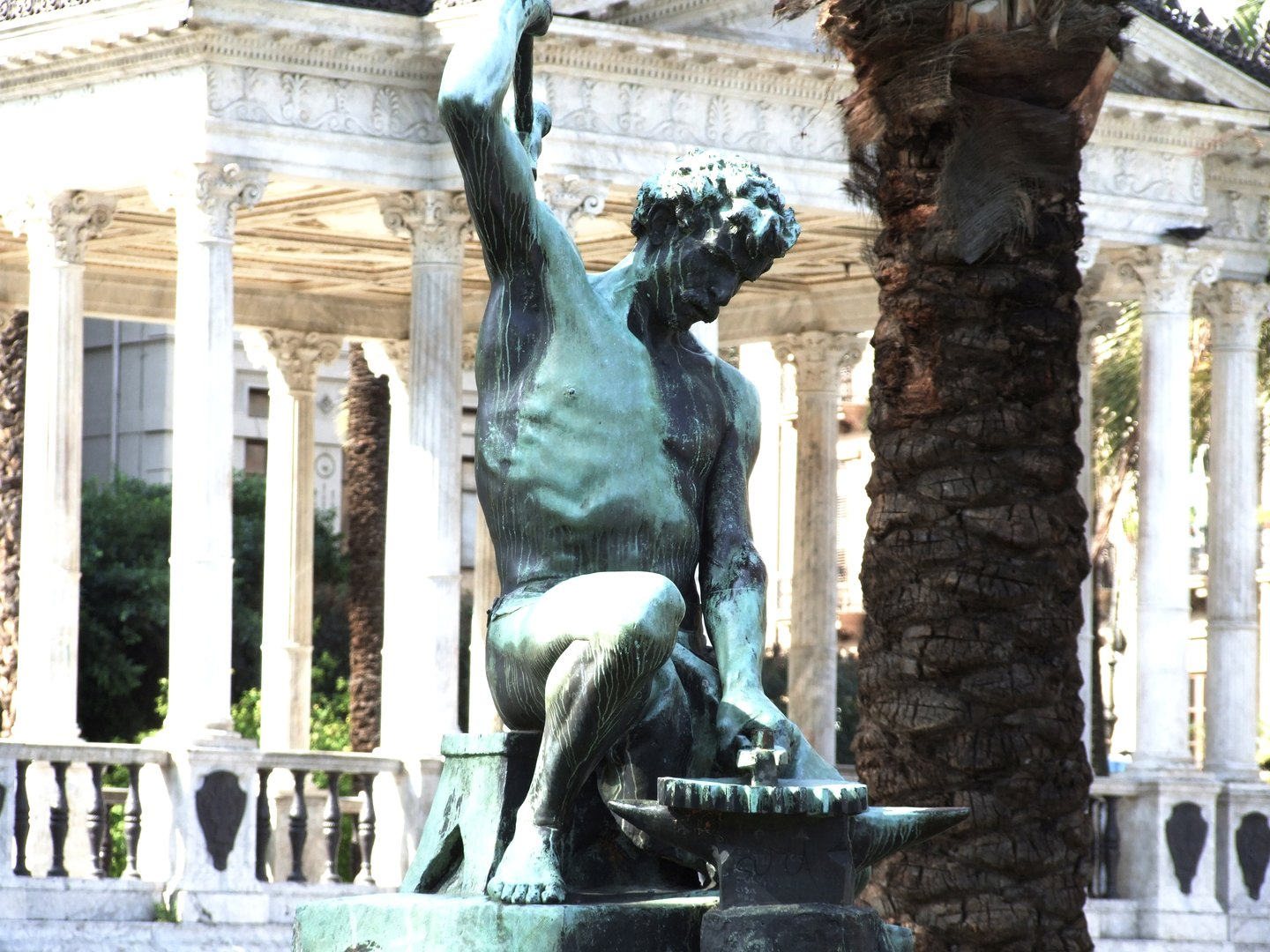
“工作”